# Haut-Mbomou
 Haut-Mbomou  ([o mbo.mu], "Øvre Mbomou") er et af de 20 præfekturer i Den Centralafrikanske Republik med hovedstad i byen Obo. Den afrikanske  utilgængelighedspol ligger 40 km nord for Obo. Officielle estimater i 2024 anslår at befolkningen da nåede 59.225 indbyggere.

## Inddeling
Haut-Mbomou er delt i  4 Subpræfekturer:
- Obo
- Bambouti
- Djema
- Zémio

## Geografi
Præfekturet ligger i den østlige del af landet og grænser op til præfekturet Haute-Kotto mod nordvest, Sydsudan mod øst, Den Demokratiske Republik Congo mod syd og præfekturet Mbomou mod sydvest.